# Arie Smit (schilder)
Adrianus Wilhelmus (Arie) Smit (Zaandam, 15 april 1916 – Denpasar, 23 maart 2016) was een van oorsprong Nederlandse kunstschilder met de Indonesische nationaliteit. Sinds 1956 woonde hij op Bali, waar hij veel schilderijen heeft gemaakt. Zijn werk is zeer kleurrijk en verraadt invloeden van het fauvisme en expressionisme.

## Levensloop
Arie Smit, zoon van een handelaar in onder meer kaas, volgde een opleiding aan de Tekenschool te Rotterdam, en studeerde korte tijd grafisch ontwerp aan de kunstacademie van Rotterdam. Als jongeman werd hij geïnspireerd door drie Franse kunstenaars: Paul Signac, Paul Gauguin en Paul Cézanne. In 1938 meldde hij zich aan bij het KNIL in Nijmegen. Na een opleiding van drie maanden vertrok hij naar Java in Nederlands-Indië, waar hij als lithografisch tekenaar voor de Topografische Dienst (onderdeel van het KNIL) in Batavia kaarten van de archipel maakte. Bij het uitbreken van de Tweede Wereldoorlog in Azië in 1942 werd hij bij de infanterie in Malang ingedeeld, maar werd kort daarop gevangengenomen door de Japanse bezettingsmacht. Hij werkte drieënhalf jaar als krijgsgevangene in werkkampen aan de Birma-Siam spoorlijn (Dodenspoorlijn) in Thailand en Birma aan de aanleg van wegen, bruggen en spoorlijnen. In augustus 1945 kwam hij vrij en in januari 1946 keerde hij terug naar de Topografische Dienst in Djakarta (voorheen Batavia) in de nieuwe republiek Indonesië. In zijn vrije tijd trok hij door Java om te schilderen. In Djakarta had hij in 1948 zijn eerste tentoonstelling. Na zijn ontslag bij het KNIL in 1950 ging hij bij diverse uitgeverijen in Bandung en Djakarta werken. In 1951 verkreeg Arie Smit het Indonesische staatsburgerschap. Op de Akademi Seni Rupa Bandung (Institut Teknologi Bandung) doceerde hij in 1955 grafische kunsten en lithografie.
Op uitnodiging van de Nederlandse kunstenaar Rudolf Bonnet bezocht hij in 1956 samen met de eveneens Nederlandse kunstenaar Auke Sonnega Bali, waar hij aangetrokken werd door de landschappen. Hij besloot er te blijven om de dorpen, rijstterrassen, palmbomen, tempels en Balinezen vast te leggen. Hij zou zo'n veertig keer verhuizen, telkens om te zien wat er achter de volgende heuvel lag, maar de langste tijd bracht hij er door in Karangasem en Buleleng. Begin 1960 inspireerde hij plaatselijke jongeren in het dorp Penestanan bij Ubud, gaf ze adviezen en materialen en een en ander leidde tot een nieuwe Balinese school: de ietwat naïeve 'Young Artists'. In 1965 werd hij gevraagd om te assisteren bij het opzetten van een kunstafdeling aan de Udayana University in Denpasar. De prestigieuze onderscheiding Dharma Kusama werd hem in 1992 toegekend wegens zijn rol in de ontwikkeling van de kunst op Bali.
In de loop van de jaren werd Smit in Indonesië een bekende kunstenaar, wiens werk in talrijke verzamelingen voorkomt. Het Neka Art Museum in Ubud, een particulier museum, heeft waarschijnlijk de grootste collectie Arie Smits, in een eigen paviljoen: het Arie Smit Pavilion. Smit woonde sinds 1992 in het dorp Sanggingan bij Ubud.
Arie Smit overleed 23 maart 2016 in Denpasar, Bali, op 99-jarige leeftijd.

## Monografie
In april 2016 is er een uitgebreide monografie over Arie Smit verschenen: "Arie Smit - een schildersleven in de tropen". De monografie is geschreven door zijn nicht, Luciënne Smit (1953, Koog aan de Zaan), en is in zowel in een Nederlandse als een Engelse editie (getiteld Arie Smit, A Painter’s Life in the Tropics) verschenen bij Uitgeverij Pictures Publishers, Woudrichem: ISBN 9789073187931.